# Иванов, Дмитрий Ефимович
Дмитрий Ефимович Иванов (27 октября 1923 — 30 ноября 1984, Горловка) — советский футболист, полузащитник, тренер.
Выступал за команды «Крылья Советов» Комсомольск-на-Амуре (1946), «Динамо» Хабаровск (1947, КФК), «Шахтёр» Сталино (1948, 1950—1951), ВВС Москва (1949).
В чемпионате СССР в 1949—1951 годах сыграл 63 матча, забил 14 голов. В 1951 году — бронзовый призёр чемпионата и полуфиналист Кубка СССР.
Работал старшим тренером в командах «Шахтёр» Горловка (1959, 1963), «Авангард» Краматорск (1961), «Спартак» Сумы (1964—1966), «Цветмет» Артёмовск (1971). Начальник команды «Шахтёр» Горловка (1973).